# Azara integrifolia
Azara integrifolia là một loài thực vật có hoa trong họ Liễu. Loài này được Ruiz & Pav. mô tả khoa học đầu tiên năm 1798.